# Breukelerbrug

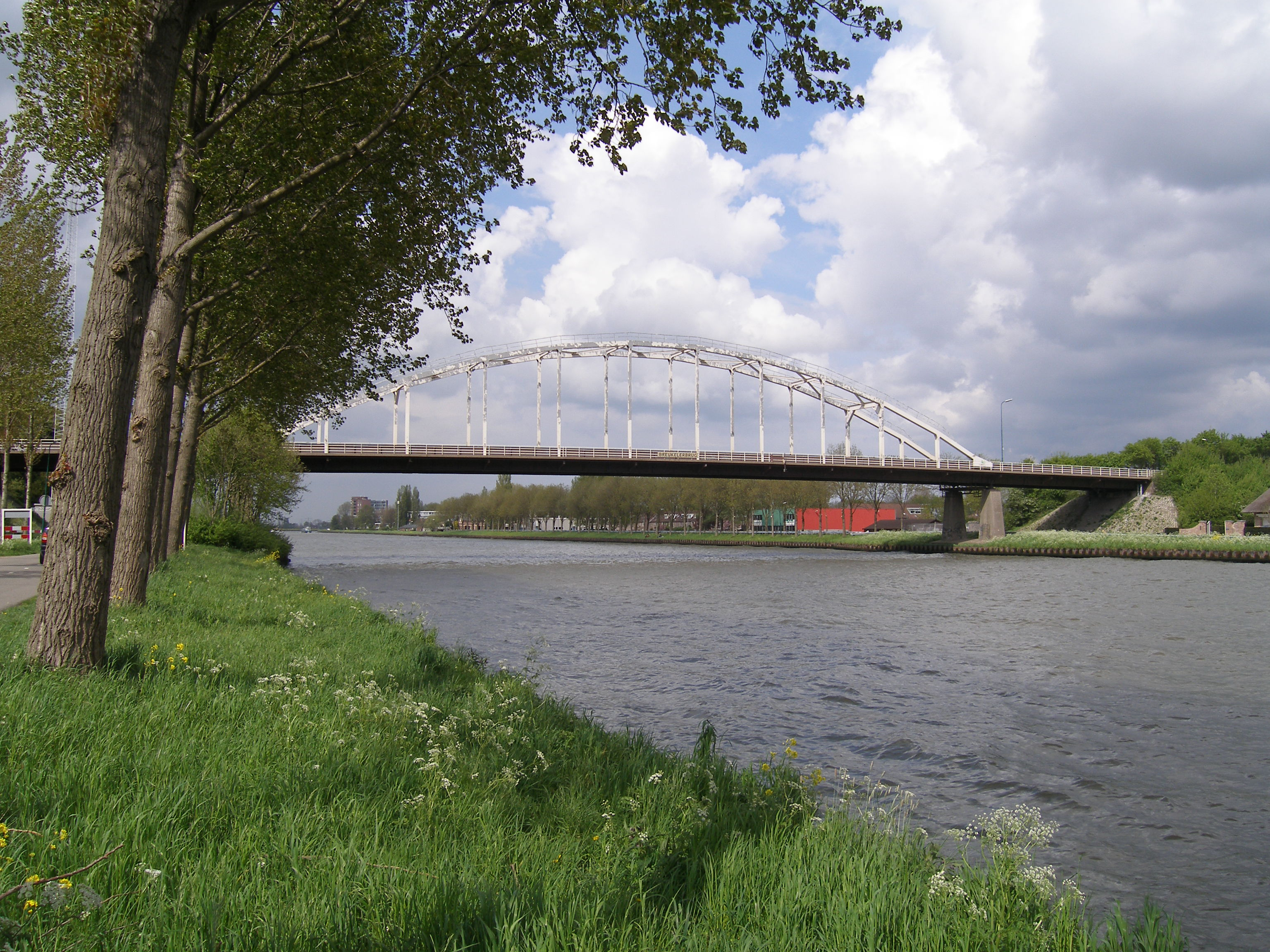
Breukelerbrug

De Breukelerbrug is een stalen boogbrug over het Amsterdam-Rijnkanaal in de Nederlandse gemeente Stichtse Vecht. De in 1957 gebouwde brug ter vervanging van de oude brug vormt de belangrijke en enige verbinding tussen de A2, het station Breukelen de Amerlandseweg en de brugoprit naar de Straatweg in het dorp Breukelen. Alleen voor voetgangers en fietsers bestaat er nog een alternatieve verbinding met het veerpontje de Aa een paar kilometer noordelijker.
Syntus Utrecht-buslijn 120 en buurtbuslijn 526 rijden over de brug.
In 2015 werd de brug door Rijkswaterstaat vervangen. De brug kreeg een nieuwe bovenbouw en werd iets breder. Daarnaast is er een fietspad in twee richtingen aan de noordzijde van de brug gekomen en een voetpad aan de zuidzijde. Tevens werd de brug verhoogd zodat het scheepvaartverkeer een ruimere doorvaarthoogte krijgt.